# Heirate meinen Mann
Heirate meinen Mann (koreanischer Originaltitel: 내 남편과 결혼해줘) ist eine südkoreanische Serie, basierend auf dem Internetroman „Bitte heirate meinen Mann“ von Sung So-jak, welcher zwischenzeitlich ebenfalls als Webtoon adaptiert wurde. Die Erstausstrahlung der Serie fand vom 1. Januar 2024 bis zum 20. Februar 2024 auf dem südkoreanischen Fernsehsender tvN statt. Kurz nach ihrer TV-Ausstrahlung in Südkorea wurden die einzelnen Episoden der Serie im deutschsprachigen Raum auf Prime Video veröffentlicht.

## Handlung
12. April 2023: Die unheilbar an Krebs erkrankte Kang Ji-won erfährt von der langjährigen Affäre zwischen ihrem Ehemann Park Min-hwan und ihrer vermeintlich besten Freundin Jeong Su-min. Nachdem Kang Ji-won die beiden zur Rede gestellt hat, wird sie von Park Min-hwan getötet. Doch hier endet ihre Geschichte noch nicht. Von einem Augenblick auf den nächsten findet sich Kang Ji-won im Jahr 2013 wieder und ist damit genau zehn Jahre in der Zeit zurückgereist. Kang Ji-won beschließt, diese Gelegenheit zu nutzen, um ein erfüllteres Leben zu führen und den Lauf der Geschichte zu beeinflussen. Sie will Park Min-hwan und Jeong Su-min nicht ungeschoren mit ihren Taten davonkommen lassen, die weit über die Affäre hinausgingen. In Yoo Ji-hyeok, dem zukünftigen CEO und jetzigen Marketingmanager des Unternehmens, in dem alle vier beschäftigt sind, findet sie einen unerwarteten Verbündeten für die Umsetzung ihrer Pläne. Allerdings hält der Lauf der Dinge noch einige unerwartete Entwicklungen und Wendungen für Kang Ji-won bereit. Wird es Kang Ji-won gelingen, mit der ihr gebotenen zweiten Chance die Geschichte zu einem Happy End zu bringen?

## Besetzung und Synchronisation
Die deutschsprachige Synchronisation entstand nach den Dialogbüchern von Oliver Schwiegershausen, Annemarie Vogel, Ila Panke und Julia Kantner sowie unter der Dialogregie von Michael Schernthaner jr. durch die Synchronfirma Arena Synchron in Berlin.
| Rolle                      | Schauspieler    | Synchronsprecher       |
| -------------------------- | --------------- | ---------------------- |
| Kang Ji-won                | Park Min-young  | Jill Böttcher          |
| Kang Ji-won (jung)         | Kim Ah-hyun     | Josephine Attar        |
| Yoo Ji-hyeok               | Na In-woo       | Alex Friedland         |
| Park Min-hwan              | Lee Yi-kyung    | Karim El Kammouchi     |
| Jeong Su-min               | Song Ha-yoon    | Magdalena Höfner       |
| Jeong Su-min (jung)        | Uhm Seo-hyun    | Marie Düe              |
| Baek Eun-ho                | Lee Gi-kwang    | Tim Schwarzmaier       |
| Oh Yu-ra                   | Kwon Bo-ah      | Anne Helm              |
| Yang Joo-ran               | Gong Min-jung   | Marieke Oeffinger      |
| Yoo Hui-yeon               | Choi Gyu-ri     | Melinda Rachfahl       |
| Ha Ye-ji                   | Bae Geu-rin     | Katharina Schwarzmaier |
| Kang Hyeon-mo              | Jung Suk-yong   | Robin Brosch           |
| Kim Gyeong-uk              | Kim Joong-hee   | Gerrit Schmidt-Foß     |
| Lee Jae-won                | Jang Jae-ho     | Ozan Ünal              |
| Lee Seok-jun               | Ha Do-kwon      | Alexander Doering      |
| Yoo Han-il                 | Moon Sung-keun  | Detlef Gieß            |
| Kim Ja-ok                  | Jung Kyung-soon | Harriet Kracht         |
| Bae Hui-seok               | Lee Jeong-eun   | Katrin Fröhlich        |
| Cho Dong-seok              | Cho Jin-se      | René Dawn-Claude       |
| Kim Shin-woo               | Moon Soo-young  | Tobias Müller          |
| Yoo Sang-jong              | Kang Sang-jun   | Julian Tennstedt       |
| Lee Yeon-ji                | Oh Eun-seo      | Liya Tolaz             |
| Jeong Man-sik              | Moon Jung-dae   | Viktor Neumann         |
| Choi Nam-hyeon             | Choi Kwang-il   | Stephan Rabow          |
| Wang Heung-in              | Jung Jae-sung   | Thomas Wenke           |
| Staatsanwalt Choi Tae-su   | Yoon Jung-hoon  | Florian Hoffmann       |
| Hairstylistin Song Jae-min | Kwak Ji-yu      | Nora Kunzendorf        |
| Mutter von Yang Joo-ran    | Kim Hye-sun     | Cathlen Gawlich        |
| Vater von Yang Joo-ran     | Kim Byung-choon | Stefan Gossler         |
| Sekretär von Oh Yu-ra      | Kwon Hyuk-hyun  | Julius Jellinek        |
| Freundin von Ha Ye-ji #1   | Lee Da-yeon     | Victoria Frenz         |
| Freundin von Ha Ye-ji #2   | Jung Sae-rom    | Patrizia Carlucci      |
| Pflegerin                  | Jung Mi-kyung   | Janine Kreß            |
| Polizist                   | Park Jin-gam    | Jan Andreesen          |
| Angestellter               | Lee Dong-kyu    | Benjamin Kiesewetter   |
| Kunde                      | Park Kyu-beom   | Jörg Pintsch           |
| Restaurantbesitzer         | Kim Won-sik     | Oliver Feld            |
| Doktor                     | Son Woo-hyuk    | Sebastian Schulz       |
| Ehefrau                    | Song Kyung-hwa  | Schaukje Könning       |
| Ehemann                    | Seo Min-sung    | Andreas Müller         |

## Episodenliste
| Nr. | Deutscher Titel | Originaltitel | Erstausstrahlung (Südkorea) | Deutschsprachige Erstveröffentlichung (D/A/CH) |
| --- | --------------- | ------------- | --------------------------- | ---------------------------------------------- |
| 1   | Folge 1         | 1화           | 1. Jan. 2024                | 1. Jan. 2024                                   |
| 2   | Folge 2         | 2화           | 2. Jan. 2024                | 2. Jan. 2024                                   |
| 3   | Folge 3         | 3화           | 8. Jan. 2024                | 8. Jan. 2024                                   |
| 4   | Folge 4         | 4화           | 9. Jan. 2024                | 9. Jan. 2024                                   |
| 5   | Folge 5         | 5화           | 15. Jan. 2024               | 15. Jan. 2024                                  |
| 6   | Folge 6         | 6화           | 16. Jan. 2024               | 16. Jan. 2024                                  |
| 7   | Folge 7         | 7화           | 22. Jan. 2024               | 22. Jan. 2024                                  |
| 8   | Folge 8         | 8화           | 23. Jan. 2024               | 23. Jan. 2024                                  |
| 9   | Folge 9         | 9화           | 29. Jan. 2024               | 29. Jan. 2024                                  |
| 10  | Folge 10        | 10화          | 30. Jan. 2024               | 30. Jan. 2024                                  |
| 11  | Folge 11        | 11화          | 5. Feb. 2024                | 5. Feb. 2024                                   |
| 12  | Folge 12        | 12화          | 6. Feb. 2024                | 6. Feb. 2024                                   |
| 13  | Folge 13        | 13화          | 12. Feb. 2024               | 12. Feb. 2024                                  |
| 14  | Folge 14        | 14화          | 13. Feb. 2024               | 13. Feb. 2024                                  |
| 15  | Folge 15        | 15화          | 19. Feb. 2024               | 19. Feb. 2024                                  |
| 16  | Folge 16        | 16화          | 20. Feb. 2024               | 20. Feb. 2024                                  |